# 白鷗大學
白鷗大學是一所位於日本栃木縣的私立大學。

## 沿革
- 1915年 - 上岡長四郎於栃木縣足利市創立足利裁縫女學校。
- 1927年 - 改制為財團法人足利高等家政女學校。
- 1951年 - 創立學校法人足利學園。
- 1974年 - 白鷗女子短期大學於栃木縣小山市創立，初設英語科及幼兒教育科。
- 1980年 - 設置經營科。
- 1986年 - 白鷗大學創立。
- 1990年 - 法人更名為學校法人白鷗大學。
- 1992年 - 設立法學部。
- 1996年 - 白鷗女子短期大學更名為白鷗大學女子短期大學部。
- 1999年 - 開設大學院碩士課程。
- 2004年 - 成立發展科學部。大學院法務研究科（法科大學院）也在這一年設立。
- 2006年 - 白鷗大學女子短期大學部停辦。
- 2007年 - 發展科學部更名為教育學部。
- 2017年 - 法科大學院停辦。

## 組織

### 學部
經營學部
- 經營學科

法學部
- 法律學科

教育學部
- 發展科學科
  - 兒童教育專攻
  - 運動健康專攻
  - 英語教育專攻
  - 心理學專攻

### 大學院
- 經營學研究科
- 法學研究科

### 附屬機關
- 綜合研究所
  - 商務開發研究所
  - 法政策研究所
  - 教育科學研究所
  - 情報處理教育研究中心
  - 國際交流中心
  - 進路支援中心
  - 媒體中心
  - 區域合作中心
- 白鷗大學綜合圖書館
- 白鷗大學出版局

## 附屬學校
- 白鷗大學足利中學校・高等學校（日语：白鴎大学足利中学校・高等学校）

## 對外關係

### 國內
白鷗大學與放送大學間設有學分互換協定，於放送大學取得的學分可被該校承認。

### 海外
白鷗大學與下列海外大學有合作關係：
- - 格里菲斯大學
- 臺灣
  - 南臺科技大學
- 美国
  - 印第安納大學與普渡大學印第安納波利斯聯合分校

## 相關人物

### 教師
- 栗山英樹
- 土本武司

### 畢業校友
- 飯原譽士（日语：飯原誉士）
- 田所嘉德（日语：田所嘉徳）
- 岡島豪郎
- 白濱僚祐

## 外部連結
- 白鷗大學官方網站 （页面存档备份，存于）
- 白鷗大學的X（前Twitter）
- 白鷗大學的Facebook專頁